# Jörg Udo Lensing
Jörg Udo Lensing (* 1960 in Düsseldorf) ist ein deutscher Komponist, Theaterregisseur und Professor für Tongestaltung/Sound-Design.

## Leben
Jörg Udo Lensing absolvierte von 1981 bis 1987 ein Studium der Komposition an der Folkwang-Hochschule in Essen bei Wolfgang Hufschmidt und Dirk Reith. Noch vor seinem Examen 1987 erhielt er ein Jahr zuvor 1986 den Hochschulpreis dieser Institution. Nach dem Examen begann Jörg U. Lensing 1987 ein Aufbaustudium „neues Musiktheater“ als Meisterschüler bei Mauricio Kagel an der Hochschule für Musik Köln. Gleichzeitig erfolgte die Gründung des Theater der Klänge in Düsseldorf, das sich zunächst der „mechanischen Bauhausbühne“ nach Entwürfen der Oskar Schlemmer Schüler Kurt Schmidt und Georg Teltscher, sowie des Bauhauslehrers László Moholy-Nagy widmete.
Das Theater der Klänge ist ein intermediales Musiktheater- und Tanzensemble, welches teilweise intensiv mit (musikalisierter) Sprache arbeitet und sich verstärkt dem zeitgenössischen Tanz widmet. Dabei gilt immer das Primat der parallelen Entwicklung von möglichst live zu spielender Bühnenmusik durch assoziierte Komponisten.
Neben Computer- und Videoprojektionen gab es seit 1993 kontinuierlich die Entwicklung einer elektronisch interaktiven Tanzbühne, auf der die Tänzerinnen und Tänzer über Bewegungssensoren selbst aktiv auf die Klang- und Videogestaltung Einfluss nahmen. (Figur und Klang im Raum 1993, Modul|a|t|o|r 2002, PCI 2004, HOEReographien 2005, Suite intermediale 2009/10, Das Lackballett 2019).
J.U.Lensing ist bis heute für Autorenschaft und Inszenierung fast aller Projekte des Theaters der Klänge verantwortlich, wobei ihm meist Thomas Neuhaus (Komposition) und Jacqueline Fischer (Choreographie) zur Seite standen.
Seit 1988 ist J.U.Lensing auch für Kompositionen von Filmmusik zu Filmen des Regisseurs Lutz Dammbeck verantwortlich.
1992 wurde J.U.Lensing Gastdozent der „1. internationalen Bühnenklasse“ am Bauhaus Dessau.
Seit 1996 ist er als Professor für „Tongestaltung/Sounddesign“ an der Fachhochschule Dortmund tätig. Kernbereiche seiner Lehre sind neben dem Film-Sounddesign auch angewandtes Sounddesign, wie z. B. Audiobranding, Soundscape-Design, Immersive Audio oder auch Hörspiel und akustische Kunst. Im Rahmen seiner Lehre arbeitet er eng mit Firmen und Instituten, wie Museen und Planetarien sowie Fachleuten aus verschiedenen Branchen zusammen.

## Veröffentlichungen

### Mit dem Theater der Klänge

#### Schriften
- Zehn Jahre auf dem Weg zu einem eigenen Theater. Hrsg.: Theater der Klänge. 1. Auflage. Heinen, Düsseldorf 1997, ISBN 3-9802266-8-9.
- Die Neuberin. In: Michael Kämper- van den Boogaart (Hrsg.): Deutsch – Das Oberstufenbuch. Duden Schulbuchverlag, Berlin / Mannheim 2009, ISBN 978-3-8355-6506-7.
- Figuren und Klänge in Räumen. In: Kunst und Kirche, Klangraum. Springer-Verlag, Wien 2009, ISBN 978-3-211-99282-1.
- From interdisciplinary improvisation to integrative composition. In: Matthias Rebstock, David Roesner (Hrsg.): Composed Theatre. intellectbooks, Bristol 2012, ISBN 978-1-78320-016-0.
- Ausstellungsband „THEATER DER KLÄNGE 1987–2012“ / Theatermuseum Düsseldorf

#### CDs
- Bauhaus Bühnenmusik. Fenn Music, Dassendorf 1990 (CD).
- Die Neuberin. HörZeichen Verlag, Leipzig 2000 (CD).
- Megalopolis. HörZeichen Verlag, Leipzig 2003 (CD).
- Teufels Kreise. HörZeichen Verlag, Leipzig 2006 (CD).

#### DVDs
- Theater der Klänge: 18 Jahre / 1987–2004. Hrsg.: Theater der Klänge. Düsseldorf 2005 (DVD).
- DVD Spielfilm „GREGORIUS auf dem Stein“ – THEATER DER KLÄNGE 2012
- Doppel-DVD „Die intermedialen Arbeiten“ – THEATER DER KLÄNGE 2012

### Sonstige Veröffentlichungen

#### Schriften
- Filmton. In: Harald Schleicher, Alexander Urban (Hrsg.): Filme machen. Zweitausendeins, Frankfurt a. Main 2005, ISBN 3-86150-700-5, S. 109–154.
- Sound-Design – Sound-Montage – Soundtrack-Komposition. 1. Auflage. mediabook Verlag, Stein-Bockenheim 2006, ISBN 3-937708-05-7.
  - Sound-Design – Sound-Montage – Soundtrack-Komposition. 2. Auflage. Schiele & Schön, Berlin 2009, ISBN 978-3-7949-0793-9.
  - dritte Auflage 2017 bei Schiele & Schön
- Unser Spiel, unser Fest, unsere Arbeit. In: Modell Bauhaus. Hatje Cantz, Ostfildern 2009, ISBN 978-3-7757-2415-9.
- Audio-visuelle Montage. In: Dieter Daniels, Sandra Naumann, Jan Thoben (Hrsg.): See this Sound. Walter König, Köln 2010, ISBN 978-3-86560-686-0.
- Artikel zu Filmton in: den Fachmagazinen „Production Partner“, „Studio Post Pro“ und „Keyboards“
- Michel Chion: Audio-Vision – Ton und Bild im Kino. Hrsg.: Jörg U. Lensing. Schiele & Schön, Berlin 2013, ISBN 978-3-7949-0827-1 (französisch: L´Audio-Vision. Son et image au cinéma. Paris 1990. Übersetzt von Alexandra Fuchs, Jörg U. Lensing).
- Architektur als Inspirationsquelle für szenografische Entwürfe. In: Werkbund Akademie Hefte. Nr. 08–12.
- DVD Lutz Dammbeck „Overgames“, 2016 absolut medien / arte edition
- Lektorierung der Übersetzung und Herausgabe der deutschen Fassung des Buches Michel Chion: AUDIO-LOGO-VISION im Kinofilm. Hrsg.: Prof. Jörg U. Lensing. 1. Auflage. Fachverlag Schiele und Schön, Berlin 2017, ISBN 978-3-7949-0937-7.
- Sounddesign. In: Daniel Morat, Hansjakob Ziemer (Hrsg.): Handbuch Sound : Geschichte -- Begriffe -- Ansätze. 1. Auflage. J.B. Metzler Verlag, Stuttgart 2018, ISBN 978-3-476-02604-0, S. 85–88.
- Die Bretter, die die Stadt bedeuten. 50 Jahre freie darstellende Künste in Düsseldorf. Droste, Düsseldorf 2024, ISBN 978-3-7700-2617-3 (Zusammen mit Jens Prüss).

#### DVDs
- DVDs „Reflektor I – Klangfilme“, „Reflektor II – Documentaries“, „Reflektor III – Inszenierungen“, „Reflektor IV“ – im Verlag Arnoldsche, ISBN 978-3-89790-294-7 und ISBN 978-3-89790-315-9, sowie „Reflektor V“ im Selbstverlag des Fachbereichs Design der Fachhochschule Dortmund
- DVD Lutz Dammbeck – Filme und Mediencollagen 1975–1986, Filmmuseum Potsdam, Goethe-Institut
- DVD-Edition Lutz Dammbeck – Kunst & Macht, 2011 absolut medien / arte edition